# 石川登盛

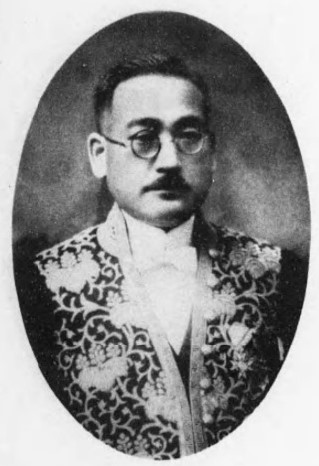
石川登盛

石川 登盛（いしかわ ともり、1885年〈明治18年〉10月1日 - 1953年〈昭和28年〉1月10日）は、朝鮮総督府官僚。実業家。旧姓は菊地。

## 経歴
岩手県東磐井郡砂子田村字前川原（八沢村、藤沢町を経て、現一関市）出身。菊地宇太郎、とめの三男。1908年（明治41年）代言人の石川銀作の養子となる。1912年（明治45年）、東京帝国大学法科大学政治科を卒業し、高等文官試験に合格した。岩手県警部、西磐井郡長、岩手県理事官を務め、1913年（大正2年）に朝鮮総督府事務官に転じた。全羅北道第二部長、同警察部長、警務局保安課長、同衛生課長、同警務課長兼図書課長を歴任し、1929年（昭和4年）に平安北道知事に就任した。
退官後は、朝鮮火災海上保険株式会社社長を務めた。